# ユーリヤ・ティモシェンコ・ブロック
| ユーリヤ・ティモシェンコ・ブロック Блок Юлії Тимошенко | ユーリヤ・ティモシェンコ・ブロック Блок Юлії Тимошенко |
| ------------------------------------------------------ | ------------------------------------------------------ |
| 党首                                                   | ユーリヤ・ティモシェンコ                               |
| 存在期間                                               | 2001年2月9日 - 2010年3月2日                            |
| 党本部所在地                                           | キエフ                                                 |
| 政治的立場                                             | 社会自由主義、親欧州、連帯主義、ナショナリズム         |
| シンボル                                               | 党のロゴ                                               |
| 色（イメージカラー）                                   | 白、ダークレッド                                       |
| 国際提携                                               | 欧州人民党（オブザーバー加盟）                         |
| ウェブサイト                                           | http://www.ibyut.com/                                  |

ユーリヤ・ティモシェンコ・ブロック（ウクライナ語: Блок Юлії Тимошенко、略称:БЮТ、Blok Yuliyi Tymoshenko、BYuT）は、かつてウクライナに存在した政党連合（政治ブロック）。「ティモシェンコ・ブロック」や「ティモシェンコ連合」ともいう。
選挙ブロックや政治ブロック、会派としての「ユーリヤ・ティモシェンコ・ブロック」は、以下の通りである:
- 2002年ウクライナ議会選挙における「ユーリヤ・ティモシェンコ選挙ブロック」
- 2006年ウクライナ議会選挙における「ユーリヤ・ティモシェンコ・ブロック」
- 2007年ウクライナ議会選挙における「ユーリヤ・ティモシェンコ・ブロック」
- 上記の選挙ブロックが、選挙後、ヴェルホーヴナ・ラーダ（ウクライナ最高会議）の院内会派として形成した「ユーリヤ・ティモシェンコ・ブロック」

ユーリヤ・ティモシェンコ・ブロックのウクライナ国内における主な支持基盤は西ウクライナのウクライナ人住民である。一方で全国的に支持を伸ばしており、クリミアからリュドミラ・デニソワ (Lyudmyla Denisova) 、東部ウクライナのルハンシク州から、ナターリア・コロレフスカ (Natalia Korolevska) などが選出されている。

## 2002年選挙
2002年3月30日、ウクライナ議会総選挙に以下の自由主義、ウクライナ民族主義 (Ukrainian nationalism) 政党が選挙ブロックとしてティモシェンコ・ブロックを結成した。:
- 祖国党（「祖国」、または全ウクライナ連合「祖国」 (All-Ukrainian Union "Fatherland") ）
- ウクライナ共和党会議 (Ukrainian Republican Party Assembly)
- ウクライナ共和党 (Ukrainian Republican Party)
- ウクライナ社会民主党

総選挙の結果、ティモシェンコ・ブロックは、7.2パーセントの得票で、最高会議（450議席）に21議席を得た。
ティモシェンコ・ブロックは、2004年ウクライナ大統領選挙でヴィクトル・ユシチェンコを支持し、オレンジ革命において大きな役割を演じた。

## 2006年選挙

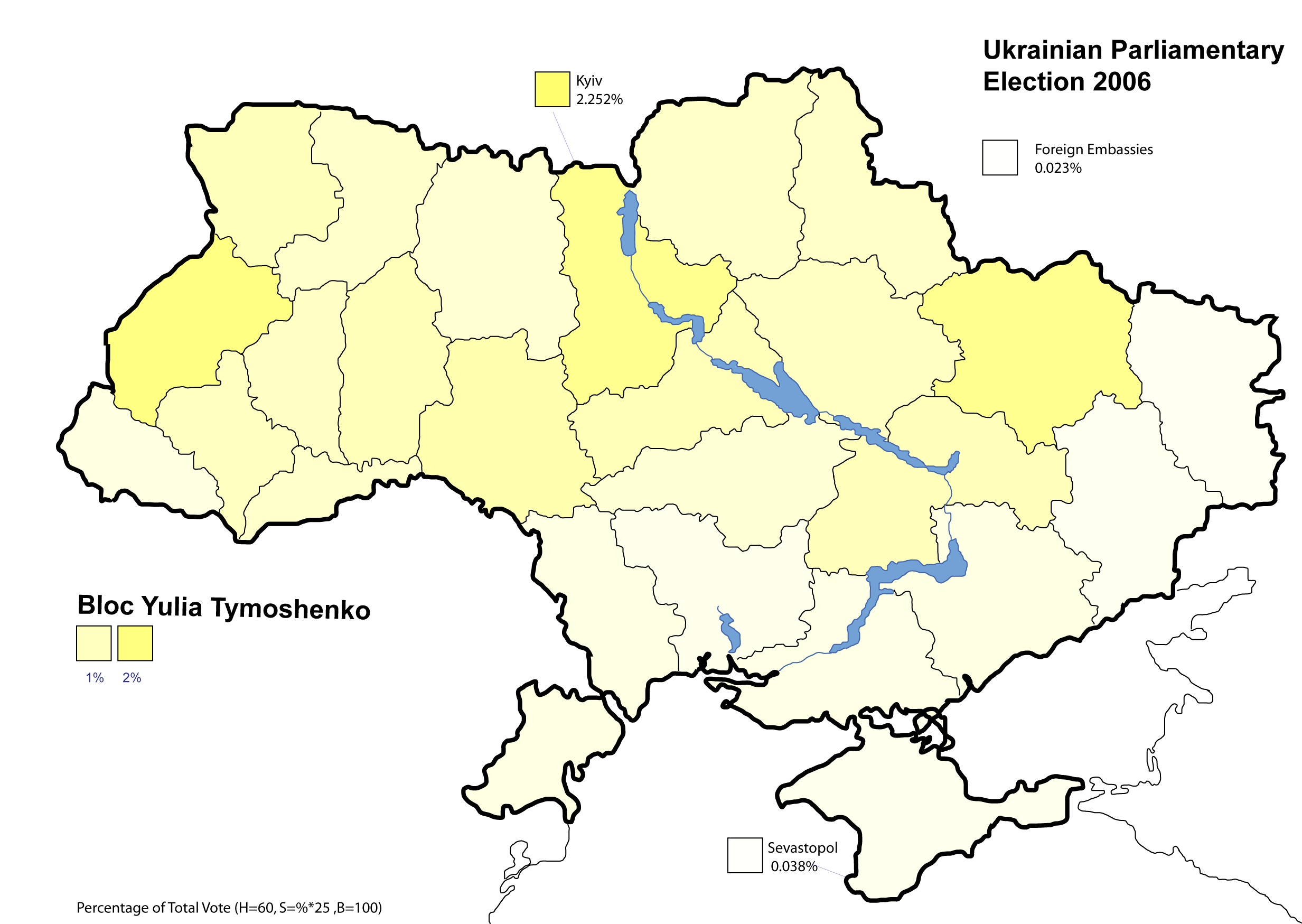
2006年総選挙におけるティモシェンコ・ブロックの議席獲得結果を表した地図。

2006年3月26日、ウクライナ議会総選挙で22.27パーセント、129議席を獲得し第2党となった。この選挙では地域党が33パーセントで第1党、ユシチェンコ大統領の「われらのウクライナ」は14パーセントで第3党に甘んじる結果となった。
ティモシェンコは、首相への返り咲きを狙っており、ウクライナ内外でもオレンジ革命の余韻からティモシェンコ・ブロックとユシチェンコの「われらのウクライナ」から首相が出ると観測された。しかし、2006年7月9日、ヴィクトル・ヤヌコーヴィチ率いる地域党とウクライナ社会党、ウクライナ共産党 (Communist Party of Ukraine) の3政党が連立交渉で合意に達し、ヤヌコーヴィチ内閣が成立、ティモシェンコは首相就任を逃した。また、選挙後の最高会議議長には社会党のオレクサンドル・モロズ (Oleksandr Moroz) が選出された。

## 2007年選挙

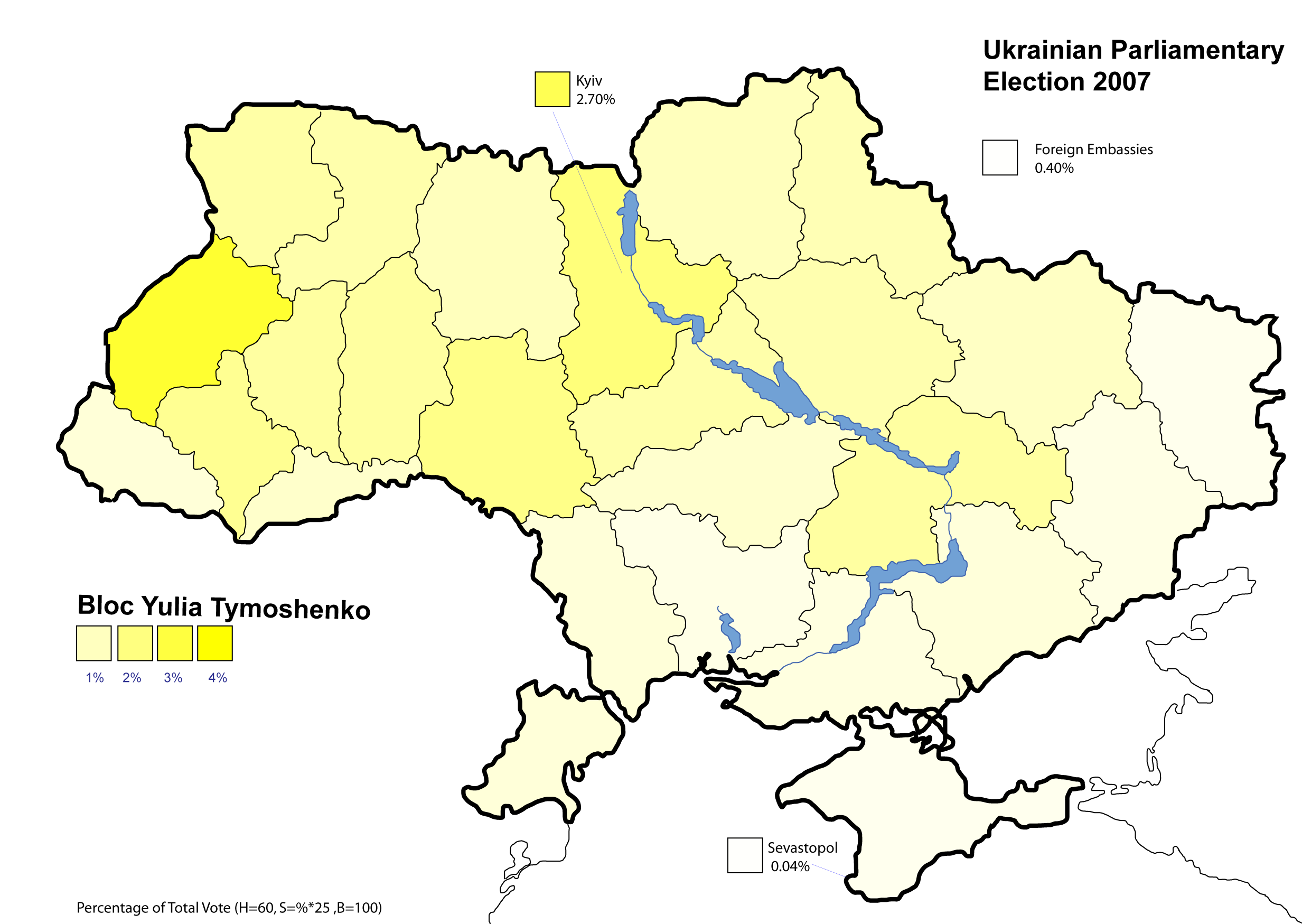
2007年総選挙におけるティモシェンコ・ブロックの議席獲得結果を表した地図。

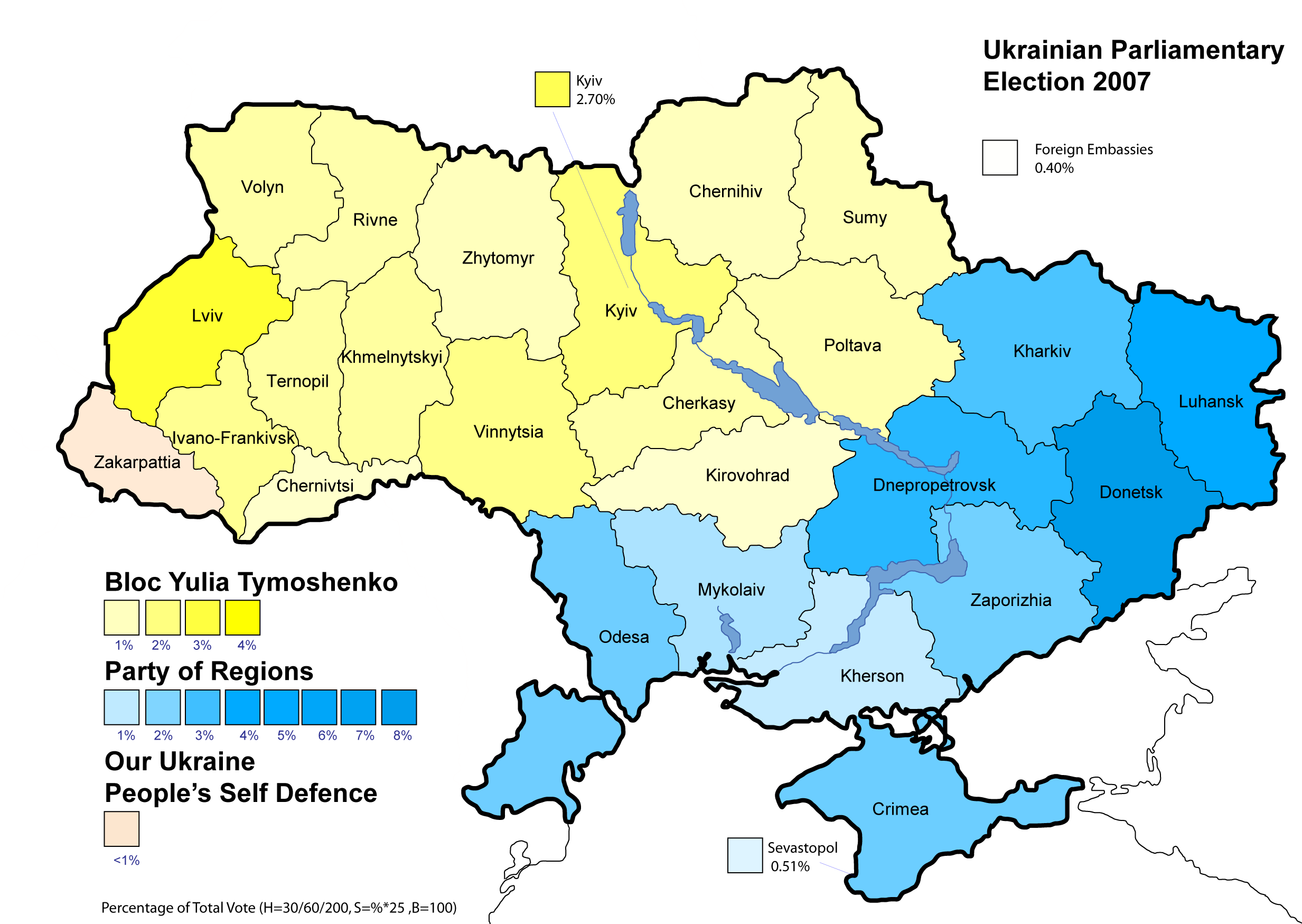
州レベルでどの党派がもっとも多く得票したかを示す地図。

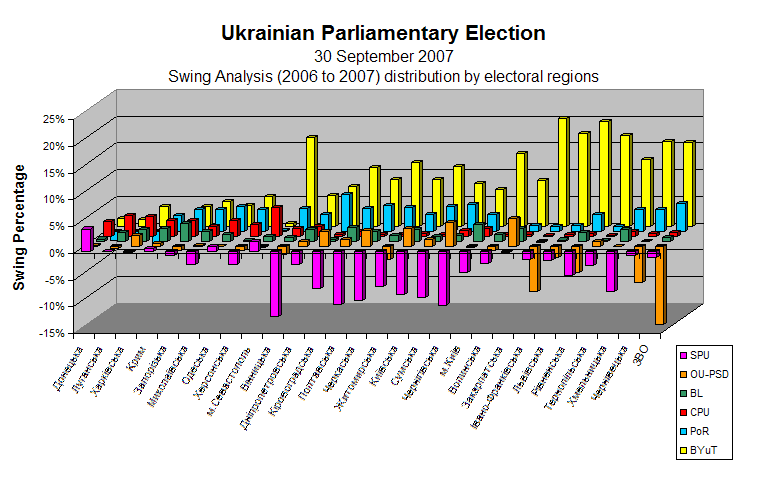
2006年から2007年選挙にかけての変動

2007年総選挙では、以下の党派がブロックを構成した。
- 全ウクライナ連合「祖国」
- ウクライナ社会民主党
- 改革と秩序党 (Reforms and Order Party)

この選挙でウクライナ共和党会議は、ティモシェンコ・ブロックから離脱し、ユシチェンコ大統領派のわれらのウクライナ・人民自衛ブロック (Our Ukraine–People's Self-Defense Bloc) に合流し、ウクライナ共和党は地域党と合併した。
2007年9月30日、ウクライナ議会選挙で、ティモシェンコ・ブロックは156議席に議席を増やした。2006年選挙と2007年選挙を比較すると得票率において8.24パーセント、議席も27議席増の結果であった。ウクライナ中央選挙管理委員会が公表した選挙結果によれば、ティモシェンコ・ブロックが地方での集票を強化したこと、ウクライナ社会党をはじめとする少数政党の支持基盤を蚕食し、われらのウクライナ (Our Ukraine) の支持層の一部も獲得したことなどが党勢の拡大につながったとされる。
2007年10月15日、われらのウクライナ・人民自衛ブロックとティモシェンコ・ブロックは、最高会議第6回議会で連立与党を組むことで合意した。11月29日正式に両党は連立協定を締結し、両党45パーセントの議席を占めることとなった。2007年12月18日、ティモシェンコは両党の支持を得て、再び首相となった。
しかし、2008年9月、グルジア情勢や大統領権限の縮小をめぐり、ティモシェンコ・ブロックとわれらのウクライナは対立し、連立を解消した。ティモシェンコ・ブロックは、政局安定のため第一党である地域党との間に連立交渉を持った。しかし、2008年12月9日、ヴォロディーミル・リトヴィン (Volodymyr Lytvyn) が最高会議議長に選出されると、彼のリトヴィン・ブロック (Lytvyn Bloc) とわれらのウクライナとの間に連立交渉を持つようになる。交渉の結果、12月16日に三党は連立に合意した。この三党連立は、今後の抜き打ち解散と選挙に関して確約を与えていない。リトヴィンも2012年まで議長職を続けると発言した。
2010年2月7日の大統領選挙でティモシェンコは敗北が確定したもののこれを認めず、首相辞任も拒否していたが3月2日、「われらのウクライナ」がブロックの離脱を宣言、リトヴィン議長が会派の不成立を宣言し、ブロックは事実上崩壊した。